# Шернио (Ла Специја)
Шернио је насеље у Италији у округу Ла Специја, региону Лигурија.
Према процени из 2011. у насељу је живело 88 становника. Насеље се налази на надморској висини од 187 м.